# Шалаграма-шила

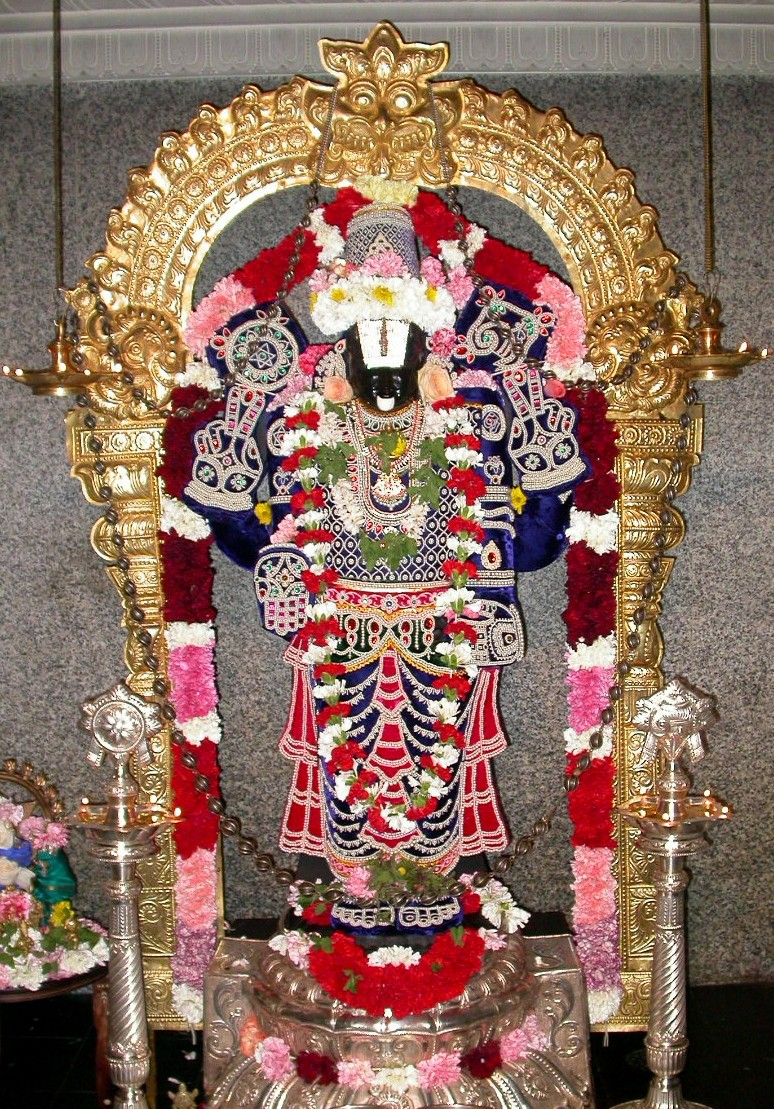
Баладжи в наряді з перлин і гірлянді зі 108 Шалаграм-шил.

Шалагра́ма-Ши́ла — вайшнавське індуїстське мурті у формі сферичного, як правило, чорного каменю. Вважається невідмінним від Вішну. Шалаграма-Шили знаходять у священній річці Калі-Ґандакі в Непалі. Часто ці мурті просто називають шила (санскр. शिला, śilā IAST). Слово «шила» перекладається як камінь, а «шалаграм» — це одне з імен Вішну, яке походить з села в Непалі де Вішну відомий на ім'я Шалаграман. Інший різновид шил — це Ґовардгана-Шили — камені зі священного пагорба Ґовардгана у Вріндавані.
Шілам поклоняються як проявам самого Вішну, невідмінним від нього. Вони відрізняються від інших каменів наявністю спеціальних знаків, які нагадують різні атрибути Вішну, такі як булаву, мушлю, лотос та диск (Сударшана-чакра). Найпоширенішими є шалаграма-Шили, що представляють Нарасімху, Вараху та Ваманадеву. Зазвичай вони чорного, червоного або змішаного кольору. Шили як правило зберігають в коробці, звідки їх витягують для щоденного поклоніння (пуджі). Шили ніколи не купують і не продають. Часто поклоніння шилам має спадковий характер: в сім'ях їх передають з покоління в покоління.
Згідно з віруваннями вайшнавів, ті що поклоняються шалаграма-шилам повинні слідувати строгим принципам. Наприклад, перед тим як доторкнутися до Шили необхідно прийняти омовіння, споживати лише прасада, не втягуватися в гріховну діяльність і ніколи не класти Шили на землю. У більшості вайшнавських храмів основне мурті, як правило, прикрашає гірлянда зі 108 шалаграма-шил.
Походження поклоніння шилам тісно пов'язане з історією священної рослини туласі.
Найбільша Шалаграма-Шила знаходиться в храмі Джаґанатха в Пурі, Орісса. Каруна-Бгаван, основний храм Міжнародного Товариства Свідомості Крішни в Шотландії відомий тим, що в ньому знаходиться найбільша кількість шалаграма-шил за межами Індії.
Шалаграма-Шили і поклоніння їм звеличуються в багатьох священних писаннях індуїзму. У «Харі-бгакті-Віласі» стверджується:
|  | Просто доторкнувшись до Шалаграма-Шили, людина звільняється від усіх гріхів, здійснених в мільйонах народжень, що ж тоді говорити про поклоніння шилам. Здійснюючи пуджу Шалаграма-Шилам, людина отримує можливість особисто спілкуватися з Господом Харі. |

У «Сканда-пурані» говориться:
|  | Шалаграма-Шила є прямим проявом Верховного Господа Вішну .... Покупка або продаж шил суворо заборонена. Будь-хто, хто спробує визначити матеріальну вартість Шалаграма-шили буде перебувати в пеклі до руйнування всесвіту. Район в радіусі 38 кілометрів від місця, де здійснюється поклоніння Шалаграма-шилі є святим місцем (тіртхою). Якщо будь хто побачить, омиє, або вклониться Шалаграма-Шилі отримає ті ж самі благочестиві результати, що їх отримують від вчинення мільйонів яджн і роздачі мільйонів корів. |

У «Падма-пурані» стверджується:
|  | Той, хто був належним чином ініційований в предписаних мантрах і здійснює пуджу Шалаграма-Шилі, поза всяким сумнівом досягне духовної обителі Верховного Господа. |